# 司馬允之
司馬允之（4世纪—402年），字季度，东晋宗室，司馬遜的玄孙，司马承的曾孙，司馬無忌之孙，谯敬王司馬恬之子。
司馬允之过继给叔父司馬愔，承袭广晋伯爵位，历任辅国将军、吴国内史、宣城内史、谯国内史、梁国内史。晋安帝时，王恭、庾楷叛乱，会稽王司馬道子命司馬允之兄弟领兵击破王恭、庾楷的军队。元兴初年，桓玄篡位，与兄司馬尚之、司馬恢之起兵抗拒。兵败，司馬尚之被杀，流放广州，司馬允之与司马恢之一同在途中被害。刘裕灭桓玄，追赠太常卿。从弟司馬康之以子司馬文惠袭爵广晋伯。刘宋受禅，广晋国除。